# 1941 en architecture
| Années de l'architecture : 1938 - 1939 - 1940 - 1941 - 1942 - 1943 - 1944    |
| Décennies de l'architecture : 1910 - 1920 - 1930 - 1940 - 1950 - 1960 - 1970 |

Cet article présente les faits marquants de l'année 1941 en architecture.

## Réalisations
- Achèvement de la villa Mairea d'Alvar Aalto.
- Commencement de la construction du Mur de l'Atlantique.

## Récompenses
- x

## Naissances
- 3 mars - Vlado Milunić.
- 1er avril - David Childs, architecte américain († 26 mars 2025).
- 13 septembre - Tadao Ando.

## Décès
- 30 décembre - Lazar Lissitzky (° 23 novembre 1890).
- H. Craig Severance.
- Gabriel Héraud (° 1866).
- Nikolaï Ladovski (°1881).